# Electroforesis bidimensional

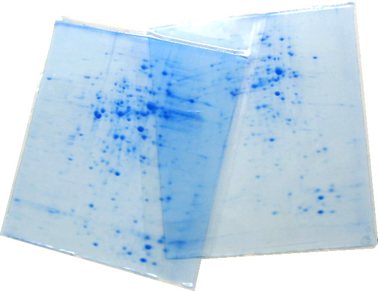
Electroforesis en dos dimensiones. Pueden observarse las manchas del reactivo indicador Azul brillante de Coomassie.

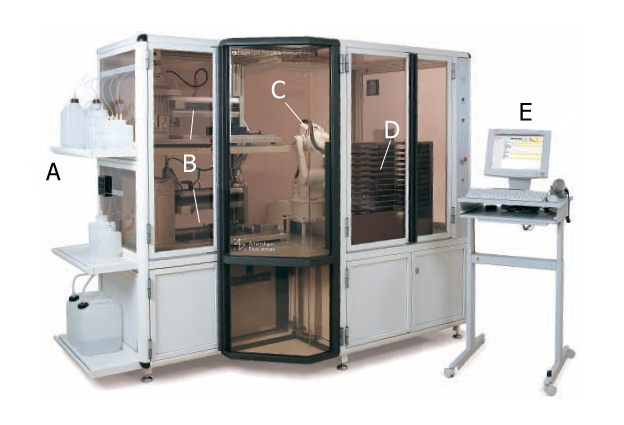
Robots utilizados para electroforesis 2D en modernos laboratorios.

La electroforesis en gel bidimensional, abreviado como electroforesis en 2-D, es una forma de electroforesis en gel comúnmente utilizada para analizar proteínas. 
Las mezclas de proteínas son separadas por diferentes propiedades y en dos dimensiones en estos geles 2D. La técnica fue introducida por primera vez de forma independiente por O'Farrell y Klose en 1975.

## Base de la separación
El proceso comienza con electroforesis en una dimensión, pero a continuación, separa las moléculas en una dirección de 90 grados de la primera. En la electroforesis "1D", las proteínas se separan en una dimensión, de manera que todas las moléculas se encuentren a lo largo de un carril. Debido a que es poco probable que dos moléculas sean similares en dos propiedades distintas, éstas se separan más eficazmente con electroforesis en 2-D que en la electroforesis en 1-D.
Las dos dimensiones en que las proteínas se obtienen por esta técnica, aprovechan propiedades como son el punto isoeléctrico, la masa de  las proteínas complejas y el estado de la proteína.
El proceso para separar las proteínas por punto isoeléctrico se llama isoelectroenfoque (IEF). En esta técnica, un gradiente de pH se aplica a un gel y un potencial eléctrico se adiciona a través de éste, haciendo que un extremo sea más positivo que el otro.  Si estos extremos tienen carga positiva, se acoplarán hacia el extremo más negativo del gel y si se encuentran cargados negativamente se ubicarán en el extremo más positivo. Las proteínas aplicadas en la primera dimensión se moverán a lo largo del gel y se acumularán en su punto isoeléctrico; es decir, el punto en el que la carga global en la proteína es cero.
Para el análisis del funcionamiento de las proteínas en una célula, el conocimiento de su cooperación es esencial. Muy a menudo las proteínas actúan juntas en complejos para ser completamente funcionales. El análisis de esta sub organización de la célula requiere de técnicas de conservación del estado natural del complejo de proteína. 
En la electroforesis en gel de poliacrilamida, las proteínas permanecen en su estado nativo y se separan en el campo eléctrico en función de su masa y la masa de sus complejos, respectivamente. 
Para obtener una separación por tamaño y no por la carga neta, como en el IEF, una carga adicional se transfiere a las proteínas mediante el uso de Azul Brillante de Coomassie o dodecil sulfato de litio. Después de la terminación de la primera dimensión, los complejos son destruidos por la aplicación del  desnaturalizante en la segunda dimensión, donde las proteínas de los complejos se separan por su masa.
Previo a esto, se les trata con dodecil sulfato de sodio (DSS), junto con otros reactivos. Esto desnaturaliza las proteínas, es decir, se despliegan en moléculas largas y rectas y se unen a un número de moléculas de DSS más o menos proporcional a la longitud de la proteína. 
Dado que las moléculas de SDS están cargadas negativamente, el resultado de esto es que todas las proteínas tendrán aproximadamente la misma proporción de masa-carga entre sí. Además, éstas no migrarán cuando no tienen carga (resultado de la etapa de enfoque isoeléctrico), por tanto, el recubrimiento de la proteína en DSS (cargado negativamente) permite la migración de las proteínas en la segunda dimensión.
En la segunda dimensión, un potencial eléctrico se aplica nuevamente, pero en un ángulo de 90 grados desde el primer campo. Las proteínas se sentirán atraídas por el lado más positivo del gel DSSS, porque está cargado negativamente en proporción a su relación masa-carga. Como se explicó anteriormente, esta relación será casi la misma para todas las proteínas. 
La migración de las proteínas en el mismo gel será restringido por las fuerzas de fricción. Por tanto, el gel  actúa como un tamiz molecular cuando se aplica la corriente, estimando la separación de las proteínas sobre la base de su masa molecular. De esa manera, las proteínas más grandes se mantienen más altas en el gel y las proteínas más pequeñas son capaces de pasar a través del tamiz y llegar a las regiones inferiores del gel.

## Proteínas de detección
El resultado de esto es un gel con las proteínas separadas hacia fuera sobre su superficie. Estas proteínas pueden entonces ser detectadas por una variedad de medios, si bien el reactivo indicador que generalmente se utiliza es el de plata y Azul brillante de Coomassie. 
En el primer caso, un coloide de plata se aplica al gel, el cual se une a grupos de cisteína en la proteína, y la plata se oscurece por exposición a la luz ultravioleta. 
Esta medida sólo puede dar cantidades aproximadas, pero es adecuada para la mayoría de los propósitos. La tinción con plata es 100 veces más sensible que la que se realiza con Azul Brillante de Coomassie con un rango 40 veces mayor en linealidad.
Otras moléculas distintas de las proteínas se pueden separar por electroforesis en bidimensional:en determinados ensayos, el ADN en espiral se separa en la primera dimensión y es desnaturalizado por un intercalador de ADN, tal como bromuro de etidio o la cloroquina  que es menos cancerígena.

## Software de análisis para gel en dos dimensiones

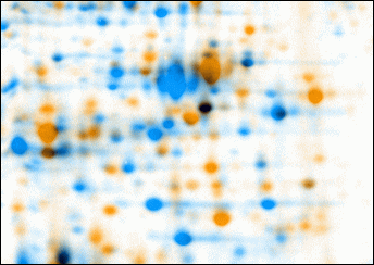
Imagen de geles en 2D Enlace roto|1=Delta2D.Se pueden ver las manchas diferenciadas en color azul y naranja. Debido a las notorias diferencias, las manchas no se superponen

[[Image:2D gel images dual channel original.PNG|thumb|200px|Imagen de geles en 2D {{Enlace roto|1=Delta2D.Se pueden ver las manchas diferenciadas en color azul y naranja. Debido a las notorias diferencias, las manchas no se superponen]]
En estudios cuantitativos, existen herramientas que analizan principalmente biomarcadores mediante la cuantificación de proteínas individuales, y que muestran la separación entre una o más proteínas en una imagen escaneada de un gel en dos dimensiones.
Además, estas herramientas posibilitan visualizar los puntos entre los geles de muestras similares, por ejemplo, se pueden detectar diferencias entre proteínas en etapas tempranas y avanzadas de una enfermedad.
Los paquetes de software incluyen BioNumerics 2D, Delta2D, ImageMaster, Melanie, PDQuest, progénesis y REDFIN, entre otros. 
Si bien esta tecnología es utilizada ampliamente, no se ha perfeccionado demasiado. Por ejemplo, mientras PDQuest y progénesis tienden a ponerse de acuerdo sobre la cuantificación y el análisis de  manchas de proteínas definidas y bien separadas, ofrecen distintos resultados y tendencias de análisis con menos puntos separados y definidos.
Algunas funciones de reparación del análisis basado en software automático incluyen:
- Manchas incompletamente separadas (superpuestas), menos definidas y/o separadas.[4] or.[5]

- Puntos débiles, ("puntos fantasmas").
- Diferencias en el corrimiento del gel, como el caso en que la proteína migra a diferentes posiciones en distintos geles.
- Sitios no detectados.[6][7]
- Puntos no coincidentes.
- Errores en la cuantificación (varios lugares distintos pueden detectarse erróneamente como un solo punto por el software, así como también, partes de un sitio pueden ser excluidos de la cuantificación).
- Diferencias en los algoritmos del software y por lo tanto en las tendencias de análisis.